# 永澤陽一
永澤 陽一（ながさわ よういち、1957年 - ）は、国際ファッション専門職大学国際ファッション学部長。京都府出身。

## 経歴
1980年、名古屋モード学園卒業後、渡仏。同年より熊谷登喜夫のTOKIO KUMAGAI ABC DESIGN PARIS入社。1987年、熊谷登喜夫が急逝した為、チーフデザイナーとしてブランドを引き継ぐ。1988年「TOKIO KUMAGAI」東京コレクションにチーフデザイナーとして参加。7シーズンに渡り東京コレクション発表後、退社。1991年、帰国後に株式会社STIL設立。1992年「YOICHI NAGASAWA COLLECTION」発表。同年「無印良品」衣料ディレクター就任(～2002年)。1993年「NO CONCEPT BUT GOOD SENSE」発表。1996年、パリコレクション97S/S初参加。2005年、金沢美術工芸大学大学院ファッションデザインコース専任教授に就任。2019年、国際ファッション専門職大学国際ファッション学部教授に就任。スポーツブランド「NEW BALANCE」の企画・プロデュース、東京地下鉄株式会社（東京メトロ）の制服デザインも手掛ける。金沢美術工芸大学デザイン科ファッションデザインコース名誉客員教授。国際ファッション専門職大学国際ファッション学部長。

## 受賞
- 1994年、毎日ファッション大賞新人賞[1]
- 2004年、第22回毎日ファッション大賞[3]